# Kraków za Łoktka
Kraków za Łoktka. Powieść historyczna – powieść historyczna Józefa Ignacego Kraszewskiego wydana po raz pierwszy w 1880 roku, należąca do cyklu Dzieje Polski (publikowana też pod tytułem Kraków za Łokietka. Powieść historyczna).

## Treść
Początek XIV wieku. Skromny książę kujawski Władysław jest w konflikcie ze zwalczającym go czeskim Wacławem, ówczesnym władcą ziem polskich. Ścigany przez jego wysłanników znajduje przygodne schronienie na dworze rycerza Zbyszka Suły, którego syn – kilkunastoletni Marcik przystaje do zwolenników księcia jako przyszłego władcy Polski. Po śmierci Wacława Łokietek obejmuje rządy nad dzielnicą krakowską, a zasłużony Marcik Suła, już jako rycerz na krótko powraca do rodzinnego domu. W kraju nie wszyscy jednak godzą się z rządami Łokietka, a najgroźniejszym zarzewiem nowego konfliktu ma być bunt krakowskich Niemców – niezadowolonych z rządów księcia wpływowych mieszczan pod wodzą ich wójta Alberta, wspieranego przez zniemczonego biskupa Jana Muskatę. Wykrycie przez Marcika tego spisku doprowadza do wczesnego zapobieżenia groźnej rebelii i do surowych represji skutkujących złamaniem siły niemieckiego patrycjatu Krakowa.